# 170 Марија
170 Марија (лат. 170 Maria) је астероид главног астероидног појаса са пречником од приближно 44,30 km.
Афел астероида је на удаљености од 2,716 астрономских јединица (АЈ) од Сунца, а перихел на 2,393 АЈ.
Ексцентрицитет орбите износи 0,063, инклинација (нагиб) орбите у односу на раван еклиптике 14,395 степени, а орбитални период износи 1491,776 дана (4,084 године).
Апсолутна магнитуда астероида је 9,39 а геометријски албедо 0,157.
Астероид је откривен 10. јануара 1877. године.